# 乙女Rockets
乙女Rockets（おとめロケッツ）は、アイドルグループ乙女新党とParty Rockets（現：Party Rockets GT）の期間限定コラボユニットである。

## メンバー
- 高橋優里花 ※リーダー
- 田尻あやめ
- 相原まり
- 緒方真優
- 其原有沙
- 長谷川愛里
- 吉木悠佳
- 藤田あかり
- 菊地史夏

## 概要
2014年11月15日、「Party Rocketsワンマンライブ〜FULL THROTTLE〜」にて、「Party Rockets×？？？？ SPLIT TOUR」という形でコラボ相手は伏せたままツアーの日程のみ発表された。
翌12月6日、「パティロケのRockin' Saturday!」にて、「？？？？」が乙女新党であることが明かされ、ユニット名は「乙女Rockets」、ツアータイトルは「乙女Rockets スプリットツアー2015 SPRING」であることが発表された。
2015年3月8日、「乙女Rockets スプリットツアー2015 SPRING supported by 生メール」初日より、乙女新党は5月27日発売のニューシングル「キミとピーカン☆NATSU宣言っ!!!」を初披露、Party Rocketsは4月22日発売のライブDVD『Party Rocketsワンマンライブ〜FULL THROTTLE〜』の先行販売を実施。
2015年3月28日のツアー千秋楽では、アイドル専門チャンネルPigooにてツアーの全日程の模様が放送されることが告知された。また、乙女新党の7月5日赤坂BLITZでのワンマンライブ予定、仙台出身アイドルであるParty Rocketsが東京に拠点を移すことも併せて発表された。

## ライブ
- 2014年12月6日 ： パティロケのRockin' Saturday!（AKIBAカルチャーズ劇場） ※サプライズ出演
- 2015年3月1日 ： アイドル甲子園 in 赤坂BLITZ（赤坂BLITZ） ※乙女新党の出番にてサプライズ出演
- 2015年3月8日 - 3月28日 ： 乙女Rockets スプリットツアー2015 SPRING supported by 生メール（4都市8公演）
  - 3月8日 ： 仙台MACANA
  - 3月14日 ： RAD HALL
  - 3月15日 ： OSAKA MUSE
  - 3月28日 ： 新宿BLAZE

## 出演
- 2015年3月2日 : @JAM応援宣言！『@JAM THE WORLD』 第18回放送ゲスト（DeNA・SHOWROOM） ※高橋優里花、田尻あやめ、吉木悠佳のみ
- 2015年3月5日・19日 : インターネットラジオ「カミヤサキの自習室」（FaRao）[5]